# Чарли Екс Си Екс
Шарлот Ема Ейчисън, по-известна просто като Чарли Екс Си Екс (на английски: Charli XCX), е британска певица и автор на песни.
Има две номинации за „Грами“ и за „Бритс“ и една награда Билборд.

## Кариера
В средата на 2014 година издава сингъла „Boom Clap“, който става част от саундтрака на Вината в нашите звезди. Сингълът достига до номер 8 в Билборд Хот 100 и номер 6 в Ю Кей Сингълс Чарт.

## Дискография
- True Romance (2013)
- Sucker (2015)
- Number 1 Angel (2017)
- Pop 2 (2017)
- Charli (2019)
- How I'm Feeling Now (2020)
- Crash (2022)
- Brat (2024)